# لاميناريا
لاميناريا (الاسم العلمي: Laminaria) هو جنس من الطلائعيات يتبع فصيلة اللامينارية من رتبة اللاميناريات.